# Административное деление нома Мессения
В нижеследующем списке перечислены административные единицы нома Мессения. Население нома 176 876 жителей. Столица - Каламата.
В настоящее время ном Мессения состоит из 29 димов и двух сообществ. 
- Дим Каламата (Δήμος Καλαμάτας)
- Дим Авиа (Δήμος Αβίας)
- Дим Аэтос (Δήμος Αετού)
- Дим Эпиа (Δήμος Αιπείας)
- Дим Анданиа (Δήμος Ανδανίας)
- Дим Андруса (Δήμος Ανδρούσας)
- Дим Арис (Δήμος Άριος)
- Дим Аристоменис (Δήμος Αριστομένους)
- Дим Арфара (Δήμος Αυλώνα)
- Дим Авлон (Δήμος Αυλώνα)
- Дим Вуфради (Δήμος Βουφράδων)
- Дим Гаргальяни (Δήμος Γαργαλιάνων)
- Дим Дорион (Δήμος Δωρίου)
- Дим Ира (Δήμος Είρας)
- Дим Фуриа (Δήμος Θουρίας)
- Дим Ифоми (Δήμος Ιθώμης)
- Дим Корони (Δήμος Κορώνης)
- Дим Кипарисия (Δήμος Κυπαρισσίας)
- Дим Лефктрос (Δήμος Λεύκτρου)
- Дим Метони (Δήμος Μεθώνης)
- Дим Мелигалас (Δήμος Μελιγαλά)
- Дим Месини (Δήμος Μεσσήνης)
- Дим Несторос (Δήμος Νέστορος)
- Дим Ихалиа (Δήμος Οιχαλίας)
- Дим Папафлеса (Δήμος Παπαφλέσσα)
- Дим Петалидион (Δήμος Πεταλιδίου)
- Дим Пилос (Δήμος Πύλου)
- Дим Филиатра (Δήμος Φιλιατρών)
- Дим Хильохории (Δήμος Χιλιοχωρίων)
- Сообщество Трикорфон (Κοινότητα Τρικόρφου)
- Сообщество Трипила (Κοινότητα Τριπύλας)